# Sterkspruit
Sterkspruit ist eine Stadt in der südafrikanischen Provinz Ostkap. Sie liegt in der Gemeinde Senqu im Distrikt Joe Gqabi. Der Ort liegt rund 65 Kilometer nordöstlich von Aliwal North (80 Kilometer mit einem Auto) und etwa 25 Kilometer von der Nähe der Grenze nach Lesotho. Der Ort hat 1893 Einwohner (Volkszählung 2011). Zum Ort gehören mehrere Townships.
Der Name ist afrikaans und bedeutet „starker Nebenfluss“. Sterkspruit mit seiner Umgebung gehörte als Exklave lange zum Homeland Transkei. Mit der Auflösung des Homelands kam auch Sterkspruit zur Provinz Ostkap.
Sterkspruit liegt an der Straße R393, die Lady Grey im Südwesten mit Quthing im Osten verbindet. Die R726 zweigt nördlich von Sterkspruit Richtung Zastron ab.